# Singe Jerusalem
Singe Jerusalem ist ein 1986 erstmals publiziertes österreichisches Liederbuch mit Neuen Geistlichen Liedern.
Das Liederbuch der Charismatischen Erneuerung Steiermark erschien 2001 in seiner 10. Auflage, die gegenüber den Vorauflagen erweitert wurde. Inzwischen ist die 19. Auflage erschienen, was einer Gesamtauflage von knapp 100.000 entspricht. Nach wie vor prägend ist das Liedgut der Gemeinschaft Emmanuel, das eine wichtige Ergänzung zu den Liedern aus dem englischsprachigen Raum darstellt. In der Diözese Linz ist es  neben der Liederquelle das zweitwichtigste Liederbuch für neue geistliche Lieder und gehört dort zu den liturgisch genehmigten Büchern.
Herausgeber des Liederbuchs ist Roger Ibounigg, Pfarrer von Pöllauberg, Mitarbeiter sind Andreas Schätzle, Wolfgang Fragner, Helmut Schwarzbauer.